# Minster-in-Thanet
Ne doit pas être confondu avec Minster-in-Sheppey.
Minster-in-Thanet ou simplement Minster est un village et une paroisse civile du Kent, en Angleterre. Comme son nom l'indique, il est situé sur l'île de Thanet, dans le nord-est du comté. Administrativement, il relève du district de Thanet. Au recensement de 2011, la paroisse civile, qui inclut également le hameau voisin d'Ebbsfleet (en), comptait 3 569 habitants.

## Histoire
Le monastère de Minster-in-Thanet est fondé en 670 par la princesse Domne Eafe. Sa fille Mildrède en aurait été la première abbesse. L'abbaye disparaît en 1534, durant la Dissolution des monastères.